# Włodzimierz (Kantarian)
Włodzimierz, imię świeckie Nikołaj Wasiljewicz Kantarian, Nicolae Vasilievici Cantarean (ur. 18 sierpnia 1952 w Kołenkowcach) – metropolita Rosyjskiego Kościoła Prawosławnego, zwierzchnik autonomicznego Mołdawskiego Kościoła Prawosławnego.

## Życiorys
Urodził się w rodzinie robotniczej. Ukończył szkołę średnią w 1969, zaś między 1970 a 1973 odbywał zasadniczą służbę wojskową. 22 maja 1974 został wyświęcony na diakona, zaś 22 maja 1976 na kapłana w soborze Zaśnięcia Matki Bożej w Smoleńsku. W 1981 zaocznie ukończył moskiewskie seminarium duchowne. W tym samym roku podjął pracę duszpasterską w soborze św. Mikołaja w Czerniowcach. 29 listopada 1987 złożył wieczyste śluby zakonne, zaś rok później został archimandrytą. W 1989 ukończył studia w Moskiewskiej Akademii Duchownej.
21 czerwca 1989 w soborze Objawienia Pańskiego w Moskwie miała miejsce jego chirotonia na biskupa kiszyniowskiego i mołdawskiego. W 1990 otrzymał godność arcybiskupa, zaś w 1992 – metropolity. Od 1995 jest ponadto rektorem seminarium duchownego w Kiszyniowie, zaś od 1997 – także Akademii Duchownej w tym mieście.
Od 2000 jest stałym członkiem Świętego Synodu Rosyjskiego Kościoła Prawosławnego.

## Odznaczenia

### Świeckie
- Cesarski Order Świętego Stanisława (1998)
- Order Republiki – Mołdawia (1999)

- Order „Za rozwój nauki i oświaty” – UNESCO (2000)
- Order Odrodzenia – Mołdawia (2002)
- Order Bogdana Założyciela – Mołdawia (2011)

### Cerkiewne
- Order Świętego Sergiusza z Radoneża I klasy (1979)
- Order Świętego Włodzimierza II klasy (1999)
- Order Świętego Sergiusza z Radoneża II klasy (2002)
- Order Świętego Serafina z Sarowa II klasy (2005)
- Order Świętej Marii Magdaleny – Polski Autokefaliczny Kościół Prawosławny (1979)
- Order Grobu Pańskiego – Patriarchat Jerozolimski (2000)